# Salvatore Portal
Salvatore Portale (o Portal; Biancavilla, 16 ottobre 1789 – 3 ottobre 1854) è stato un naturalista e botanico italiano.

## Biografia
Nasce in una famiglia agiata ma non nobile, da Antonino Portal, farmacista, e da Donna Maria Sangiorgio. Viene indirizzato dal padre agli studi di Medicina, laureandosi presso l'Università di Catania. Nel 1852 viene nominato Vicario dal Vescovo di Biancavilla.
Muore di colera il 3 ottobre 1854 presso la propria residenza estiva, in contrada Padre Vitale, nei pressi di Biancavilla.

## Opere
Realizzò, nella sua residenza di Biancavilla, un Orto botanico, tuttora esistente, di circa 12.000 piante, al quale affiancò anche un "orto secco" di 700 esemplari. Sempre presso la sua residenza, realizzò una Pinacoteca e un Museo Archeologico.
Compose numerosi saggi di argomento botanico, ricevendo numerosi riconoscimenti sia in Italia che all'estero.
Si occupò anche di questioni di agronomia, denunciando le condizioni precarie nei territori di Adernò (Adrano) e Centorbi (Centuripe) e progettando anche nuove tecniche di coltivazione di legumi, foraggi, cotone e, soprattutto, riso.